# Kasper Østervemb Nielsen
Kasper Østervemb Nielsen (født 21. maj 1991 i Harboøre) er en dansk fodboldspiller, der spiller for Ringkøbing IF. Han har tidligere blandt andet spillet for norske Førde IL.

## Karriere

### Ungdom
Østervemb fik sin fodboldopdragelse i hjembyen hos Harboøre Idrætsforening. Senere skiftede han til Holstebro Boldklubs ungdomsafdeling. Inden han blev 18 år skrev han kontrakt med Viborg FF hvor han i starten blev tilknyttet klubbens talenthold i FK Viborg. Her blev han i 2010 årets spiller på U/19 holdet.

### Senior

#### Viborg FF
Han fik debut for Viborg FFs førstehold 18. april 2010 da han blev indskiftet i 55. minut i Viborg FFs udekamp mod FC Roskilde i 1. division. Siden har han været med i 1. holdstruppen som indskifter, og spillet en del kampe for 2. holdet i Reserveholdsturneringen. I januar 2011 blev VFF og Østervemb enige om at ophæve kontrakten.

#### Holstebro Boldklub
I februar 2011 skiftede Østervemb til Holstebro Boldklub i 2. division. Aftalen var kun gældende i et halvt år, da det ville passe med Kasper Østervemb Nielsens afsluttende skolegang på Viborg Handelsskole.

#### Thisted FC
I juni skiftede Kasper til Thisted FC.